# Selección de hockey sobre hielo de Suiza
La Selección de hockey sobre hielo de Suiza (en alemán: Schweizer Eishockeynationalmannschaft; en francés: Équipe de Suisse de hockey sur glace; en italiano: Nazionale di hockey su ghiaccio della Svizzera) es uno de los miembros fundadores de la Federación Internacional de Hockey sobre Hielo (IIHF) y es controlada por la Federación Suiza de Hockey sobre Hielo. En la clasificación de la IIHF de 2022 se ubica en el séptimo lugar del mundo.

## Apariciones

### Copa Mundial
- 1930 –
- 1933 – 5.º lugar
- 1934 – 4.º lugar
- 1935 –
- 1937 –
- 1938 – 6.º lugar
- 1939 –
- 1947 – 4.º lugar
- 1949 – 5.º lugar
- 1950 –
- 1951 –
- 1953 –
- 1954 – 7.º lugar
- 1955 – 8.º lugar
- 1959 – 12.º lugar
- 1961 – 11.º lugar
- 1962 – 7.º lugar
- 1963 – 10.º lugar
- 1965 – 10.º lugar
- 1966 – 14.º lugar
- 1967 – 15.º lugar
- 1969 – 16.º lugar
- 1970 – 12.º lugar
- 1971 – 7.º lugar
- 1972 – 6.º lugar
- 1973 – 13.º lugar
- 1974 – 15.º lugar
- 1975 – 9.º lugar
- 1976 – 12.º lugar
- 1977 – 13.º lugar
- 1978 – 11.º lugar
- 1979 – 13.º lugar
- 1981 – 11.º lugar
- 1982 – 14.º lugar
- 1983 – 14.º lugar
- 1985 – 10.º lugar
- 1986 – 9.º lugar
- 1987 – 8.º lugar
- 1989 – 12.º lugar
- 1990 – 9.º lugar
- 1991 – 7.º lugar
- 1992 – 4.º lugar
- 1993 – 10.º lugar
- 1994 – 13.º lugar
- 1995 – 12.º lugar
- 1996 – 14.º lugar
- 1997 – 15.º lugar
- 1998 – 4.º lugar
- 1999 – 8.º lugar
- 2000 – 6.º lugar
- 2001 – 9.º lugar
- 2002 – 9.º lugar
- 2003 – 8.º lugar
- 2004 – 8.º lugar
- 2005 – 8.º lugar
- 2006 – 9.º lugar
- 2007 – 8.º lugar
- 2008 – 7.º lugar
- 2009 – 9.º lugar
- 2010 – 5.º lugar
- 2011 – 9.º lugar
- 2012 – 11.º lugar
- 2013 –
- 2014 – 10.º lugar
- 2015 – 8.º lugar
- 2016 – 11.º lugar
- 2017 – 6.º lugar
- 2018 –
- 2019 – 8.º lugar
- 2020 – Cancelado por la pandemia de COVID-19[2]
- 2021 – 6.º lugar
- 2022 – 5.º lugar

### Juegos Olímpicos
| Año    | Resultado         | Resultado         | Resultado         | Resultado         |
| ------ | ----------------- | ----------------- | ----------------- | ----------------- |
| 1920   | 7.º               | 7.º               | 7.º               | 7.º               |
| 1924   | 8.º               | 8.º               | 8.º               | 8.º               |
| 1928   | Medalla de bronce | Medalla de bronce | Medalla de bronce | Medalla de bronce |
| 1932   | No participó      | No participó      | No participó      | No participó      |
| 1936   | 12.º              | 12.º              | 12.º              | 12.º              |
| 1948   | Medalla de bronce | Medalla de bronce | Medalla de bronce | Medalla de bronce |
| 1952   | 5.º               | 5.º               | 5.º               | 5.º               |
| 1956   | 9.º               | 9.º               | 9.º               | 9.º               |
| 1960   | No participó      | No participó      | No participó      | No participó      |
| 1964   | 8.º               | 8.º               | 8.º               | 8.º               |
| 1968   | No participó      | No participó      | No participó      | No participó      |
| 1972   | 10.º              | 10.º              | 10.º              | 10.º              |
| 1976   | 11.º              | 11.º              | 11.º              | 11.º              |
| 1980   | No participó      | No participó      | No participó      | No participó      |
| 1984   | No participó      | No participó      | No participó      | No participó      |
| 1988   | 8.º               | 8.º               | 8.º               | 8.º               |
| 1992   | 10.º              | 10.º              | 10.º              | 10.º              |
| 1994   | No participó      | No participó      | No participó      | No participó      |
| 1998   | No participó      | No participó      | No participó      | No participó      |
| 2002   | 11.º              | 11.º              | 11.º              | 11.º              |
| 2006   | 6.º               | 6.º               | 6.º               | 6.º               |
| 2010   | 8.º               | 8.º               | 8.º               | 8.º               |
| 2014   | 9.º               | 9.º               | 9.º               | 9.º               |
| 2018   | 10.º              | 10.º              | 10.º              | 10.º              |
| 2022   | 8.º               | 8.º               | 8.º               | 8.º               |
| Total  |                   |                   |                   |                   |
| Juegos | Oro               | Plata             | Bronce            | Total             |
| 16     | 0                 | 0                 | 2                 | 2                 |

### Campeonato Europeo
- 1910 – 4.º
- 1911 – 4.º
- 1922 –
- 1923 – 5.º
- 1924 –
- 1925 –
- 1926 –
- 1928 – No clasificó
- 1932 –

### Copa Spengler
- 1964 – 4.º
- 1967 –
- 1968 – 4.º
- 1972 – 4.º
- 1974 – 4.º
- 1975 – 4.º
- 1976 –
- 1977 – 5.º
- 1978 – 5.º
- 1979 – 5.º
- 2017 –

## Jugadores
Lista de jugadores para el Campeonato Mundial de Hockey sobre Hielo Masculino de 2022.
Entrenador:  Patrick Fischer
| N.º | Pos. | Nombre             | Altura          | Peso           | Edad                               | Equipo                |
| --- | ---- | ------------------ | --------------- | -------------- | ---------------------------------- | --------------------- |
| 9   | F    | Damien Riat        | 1,83 m (6′ 0″)  | 78 kg (172 lb) | 26 de febrero de 1997 (28 años)    | Lausanne HC           |
| 10  | F    | Andres Ambühl      | 1,76 m (5′ 9″)  | 86 kg (189 lb) | 14 de septiembre de 1983 (41 años) | HC Davos              |
| 13  | F    | Nico Hischier –    | 1,86 m (6′ 1″)  | 88 kg (194 lb) | 4 de enero de 1999 (26 años)       | New Jersey Devils     |
| 14  | D    | Dean Kukan         | 1,87 m (6′ 2″)  | 90 kg (198 lb) | 8 de julio de 1993 (31 años)       | Columbus Blue Jackets |
| 20  | G    | Reto Berra         | 1,94 m (6′ 4″)  | 99 kg (218 lb) | 3 de enero de 1987 (38 años)       | HC Fribourg-Gottéron  |
| 23  | F    | Philipp Kurashev   | 1,83 m (6′ 0″)  | 86 kg (189 lb) | 12 de octubre de 1999 (25 años)    | Chicago Blackhawks    |
| 24  | D    | Tobias Geisser     | 1,93 m (6′ 4″)  | 91 kg (200 lb) | 13 de febrero de 1999 (26 años)    | Hershey Bears         |
| 26  | G    | Sandro Aeschlimann | 1,84 m (6′ 0″)  | 84 kg (185 lb) | 26 de diciembre de 1994 (30 años)  | HC Davos              |
| 28  | F    | Timo Meier         | 1,86 m (6′ 1″)  | 98 kg (216 lb) | 8 de octubre de 1996 (28 años)     | San Jose Sharks       |
| 43  | D    | Andrea Glauser     | 1,82 m (6′ 0″)  | 86 kg (189 lb) | 3 de abril de 1996 (28 años)       | Lausanne HC           |
| 44  | F    | Pius Suter         | 1,80 m (5′ 11″) | 80 kg (176 lb) | 24 de mayo de 1996 (28 años)       | Detroit Red Wings     |
| 45  | D    | Michael Fora       | 1,89 m (6′ 2″)  | 94 kg (207 lb) | 30 de octubre de 1995 (29 años)    | HC Davos              |
| 54  | D    | Christian Marti    | 1,90 m (6′ 3″)  | 95 kg (209 lb) | 29 de marzo de 1993 (31 años)      | ZSC Lions             |
| 59  | F    | Dario Simion       | 1,90 m (6′ 3″)  | 87 kg (191 lb) | 22 de mayo de 1994 (30 años)       | EV Zug                |
| 60  | F    | Tristan Scherwey   | 1,76 m (5′ 9″)  | 85 kg (187 lb) | 7 de mayo de 1991 (33 años)        | SC Bern               |
| 61  | F    | Fabrice Herzog     | 1,89 m (6′ 2″)  | 89 kg (196 lb) | 9 de diciembre de 1994 (30 años)   | EV Zug                |
| 62  | F    | Denis Malgin       | 1,75 m (5′ 9″)  | 80 kg (176 lb) | 18 de enero de 1997 (28 años)      | ZSC Lions             |
| 63  | G    | Leonardo Genoni    | 1,82 m (6′ 0″)  | 87 kg (191 lb) | 28 de agosto de 1987 (37 años)     | EV Zug                |
| 71  | F    | Enzo Corvi         | 1,83 m (6′ 0″)  | 86 kg (189 lb) | 23 de diciembre de 1992 (32 años)  | HC Davos              |
| 72  | D    | Dominik Egli       | 1,74 m (5′ 9″)  | 79 kg (174 lb) | 20 de agosto de 1998 (26 años)     | HC Davos              |
| 79  | F    | Calvin Thürkauf    | 1,88 m (6′ 2″)  | 96 kg (211 lb) | 27 de junio de 1997 (27 años)      | HC Lugano             |
| 86  | D    | Janis Moser        | 1,85 m (6′ 1″)  | 78 kg (172 lb) | 6 de junio de 2000 (24 años)       | Arizona Coyotes       |
| 88  | F    | Christoph Bertschy | 1,78 m (5′ 10″) | 84 kg (185 lb) | 5 de abril de 1994 (30 años)       | Lausanne HC           |
| 97  | D    | Jonas Siegenthaler | 1,88 m (6′ 2″)  | 99 kg (218 lb) | 6 de mayo de 1997 (27 años)        | New Jersey Devils     |
| 98  | F    | Marco Miranda      | 1,90 m (6′ 3″)  | 94 kg (207 lb) | 2 de junio de 1998 (26 años)       | Genève-Servette HC    |

## Uniformes

National team jerseys
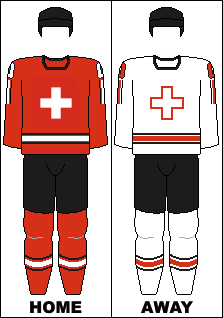
Diseño clásico.
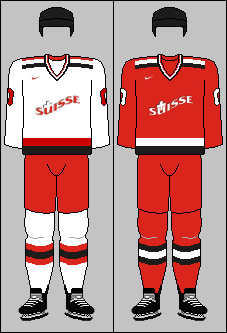
Olimpiadas de 1998 y temporada 1999-2000.
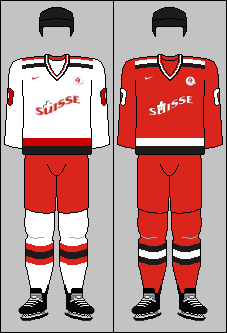
1998.
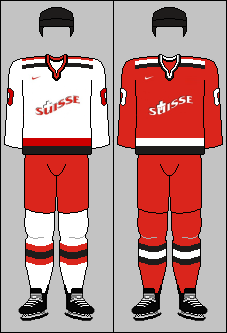
2001-2004 y Olimpiadas del 2002.
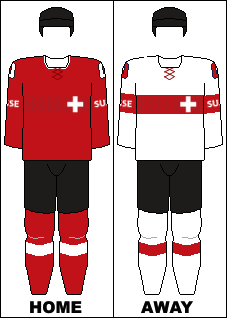
Olimpiadas 2014.
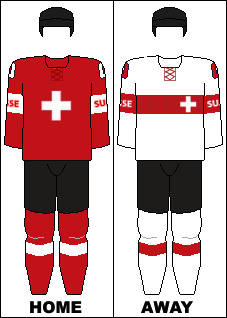
2014–2016.
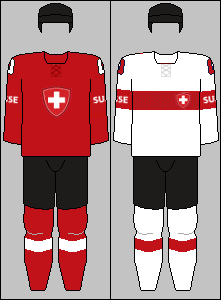
2017.
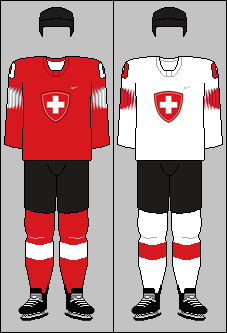
Olimpiadas 2018.
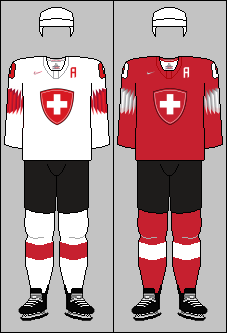
2018–2021
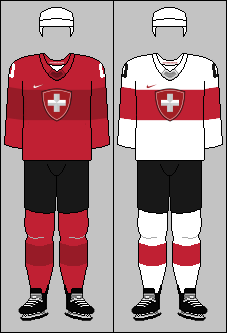
Olimpiadas 2022.